# The Catherine Tate Show
The Catherine Tate Show is een Britse comedyserie, met Catherine Tate in de hoofdrol. De eerste aflevering werd uitgezonden op 16 februari 2004. De serie beslaat inmiddels 20 afleveringen, verdeeld over 3 seizoenen. Verder verscheen er in 2007 een Kerstspecial en eerder dat jaar een Comic Relief-special. Catherine Tate heeft aangekondigd dat er na de Kerstspecial van 2007 geen nieuwe seizoenen meer gemaakt zullen worden. Dit sluit de komst van eenmalige specials echter niet uit. De serie was te zien op BBC2.
De serie won zesmaal een prijs, waaronder meerdere malen een BAFTA Award en British Comedy Awards. Verder werd de serie elf keer genomineerd voor een prijs. De hele serie is inmiddels uitgebracht op dvd in het Verenigd Koninkrijk

## Belangrijkste personages
Catherine Tate speelt meerdere personages, die in de verschillende afleveringen telkens weer terugkomen:
- Lauren Cooper: Een tienermeisje dat altijd wel in is voor een goede discussie. Ze redt zich uit moeilijke situaties door haar catchfrase te herhalen (Am I bovvered? of Look at my face, is my face bovvered? Face? Bovvered?). Tijdens de special van 2007 sterft Lauren bij een kajak-ongeluk.
- Joannie 'Nan' Taylor: de grofgebekte oma, die voortdurend op andere mensen vloekt en andere mensen bekritiseert, waaronder haar eigen kleinzoon. Ze gebruikt vaak de catchfrase What a fucking liberty!, HUP! of What a load of old shit!.
- Kate en Ellen: Twee kantoorpersoneelsleden die naast elkaar zitten. Terwijl Ellen meestal wel door wil werken, wordt ze regelmatig gestoord door Karen, die haar vraagt om antwoorden te raden op allerlei vragen.
- De Aga Saga Woman: Een typische Engelse dame uit de middenklasse. Ze schrikt overal van en schreeuwt om zo'n beetje ieder alledaags geluid.
- Derek Faye: Derek is een man die ogenschijnlijk homoseksueel is, maar vol in de aanval gaat tegen iedereen die daar op ingaat. Zijn catchfrase is dan meestal How very dare you!.
- Janice en Ray: Een stel uit het noorden van Engeland, die een gruwelijke hekel hebben op alles wat buitenlands is binnen hun wel erg Britse cirkeltje van kennissen. Zo maken ze zich erg druk over maaltijden in restaurants met buitenlandse eigenaren, die volgens hen te duur of te exotisch zijn. Hun commentaar wordt meestal gevolgd door The dirty bastards!.
- Geordie Georgie: Georgie is een vrouw die via haar collega Martin geld probeert op te halen voor de liefdadigheidsinstelling waartoe ze behoort, bijvoorbeeld voor dwergen of huiselijk geweld. Martin zegt dan een (te) bescheiden bedrag toe, waar Georgie niet mee akkoord gaat. Het eindigt vrijwel altijd met Martin die wordt aangevallen door Georgie. Ze gebruikt vaak de catchfrase Every 38 minutes... en If you don't believe me then log on to the website ....

## Acteurs
Andere mensen die meerdere rollen speelden in de serie zijn onder meer Niky Wardley, Matthew Horne en Angela McHale. Brian Murphy (bekend als George van George & Mildred) speelde een aantal keren de rol van Neville. Popster George Michael was overigens te zien in de kerstspecial van 2007.